# Laurel et Hardy en croisière
Pour plus de détails, voir Fiche technique et Distribution.
Laurel et Hardy en croisière (Saps at Sea) est une comédie long métrage du cinéma américain de Gordon Douglas, sortie en 1940 et mettant en scène le duo comique Laurel et Hardy.

## Synopsis
Laurel et Hardy travaillent dans une usine de klaxons ; Ollie en devient fou : ils rentrent chez eux et le médecin diagnostique qu'Ollie est allergique aux sons de trompe ; or Stan joue du trombone à coulisses; une combinaison néfaste. Ils décident de partir en croisière pour se reposer.

## Fiche technique
- Titre original : Saps at Sea
- Titre en français : Laurel et Hardy en croisière
- Autre titre francophone : Deux hommes dans un bateau[1]
- Réalisation : Gordon Douglas
- Scénario : Charley Rogers, Felix Adler, Gilbert Pratt et Harry Langdon
- Directeur de la photographie : Art Lloyd
- Montage : William H. Ziegler[2]
- Ingénieur du son : W. B. Delapain
- Musique : Marvin Hatley
- Producteur : Hal Roach
- Société de production :  Hal Roach Studios United Artists (1940)
- Société de distribution :  Metro-Goldwyn-Mayer
- Pays d'origine :  États-Unis
- Format : Noir et blanc - 35 mm - 1,37:1  -  sonore
- Genre : Comédie
- Langue : anglais
- Longueur : six bobines
- Durée : 57 minutes
- Dates de sortie :
  -  États-Unis : 29 avril 1940 (première à New York), 3 mai 1940 (sortie nationale)
  -  France : 26 mars 1947

## Distribution
- Stan Laurel (VF: Franck O'Neill) : Stanley
- Oliver Hardy (VF: Georges Allain) : Ollie

Reste de la distribution non créditée :
- Ed Brady : un magasinier
- James Finlayson (VF: Camille Guérini) : Dr. J.H. Finlayson
- Ben Turpin : le plombier
- Richard Cramer : Nick Grainger - le gangster évadé
- Harry Bernard : Capitaine de la patrouille de police du port
- Eddie Conrad : Pr. O'Brien, le prof de musique
- Eddie Borden : l'employé devenu fou furieux[3]
- Mary Gordon : Mrs. O'Riley, la voisine
- Charlie Hall : le réceptionniste de l’hôtel
- Harry Hayden : Mr. Sharp, le directeur de la fabrique de klaxon
- Jack Hill : l'homme renversé par la voiture
- Sam Lufkin : un ouvrier à la fabrique de klaxon
- Robert McKenzie : Capitaine McKenzie, l’officier de la capitainerie louant le bateau
- Patsy Moran : l'opératrice du téléphone
- Gene Morgan : le premier officier de police
- Patsy O'Byrne : la mère
- Francesca Santoro : la petite fille avec la poupée